# Roland Povinelli
Roland Povinelli (ur. 9 sierpnia 1941 w Marsylii, zm. 11 maja 2020 w Allauch) – francuski polityk, senator.

## Działalność publiczna
Od 1975 był merem Allauch. 21 września 2008 reprezentując departament Delta Rodanu został wybrany do Senatu, w którym zasiadał od 1 października 2008 do 30 września 2014.